# Olympisch kwalificatietoernooi voetbal 2020 (CONCACAF vrouwen)
Het Olympisch kwalificatietoernooi voetbal 2020 voor landen die lid zijn van de CONCACAF (voetbalbond van het Noord- en Midden-Amerikaanse continent) werd gespeeld tussen 28 januari en 9 februari 2020 in de Verenigde Staten. Dit is het kwalificatietoernooi voor het voetbaltoernooi op de Olympische spelen van 2020 in Japan. De nummers 1 en 2 plaatsen zich voor dat toernooi. Dat waren Canada en de Verenigde Staten. Voorafgaand werd tussen 4 en 8 oktober 2019 een kwalificatie gespeeld voor Centraal-Amerikaanse landen en tussen 30 september en 8 oktober 2019 voor landen van de Caraïben.

## Kwalificatie
De Verenigde Staten, Canada en Mexico zijn automatisch gekwalificeerd.
| Pos. | Land        | DV | DV | Ptn. |
| ---- | ----------- | -- | -- | ---- |
| 1    | Costa Rica  | 7  | 0  | 6    |
| 2    | Nicaragua   | 2  | 3  | 3    |
| 3    | El Salvador | 1  | 7  | 0    |

| Pos. | Land      | DV | DV | Ptn. |
| ---- | --------- | -- | -- | ---- |
| 1    | Panama    | 6  | 1  | 6    |
| 2    | Guatemala | 5  | 3  | 3    |
| 3    | Honduras  | 0  | 7  | 0    |

| Pos. | Land                   | DV             | DV             | Ptn.           |
| ---- | ---------------------- | -------------- | -------------- | -------------- |
| 1    | Saint Kitts en Nevis   | 20             | 2              | 10             |
| 2    | Dominicaanse Republiek | 4              | 0              | 8              |
| 3    | Trinidad en Tobago     | 9              | 4              | 7              |
| 4    | Antigua en Barbuda     | 2              | 18             | 3              |
| 5    | Aruba                  | 2              | 13             | 0              |
|      | Guyana                 | teruggetrokken | teruggetrokken | teruggetrokken |

| Pos. | Land                | DV | DV | Ptn. |
| ---- | ------------------- | -- | -- | ---- |
| 1    | Jamaica             | 37 | 1  | 12   |
| 2    | Cuba                | 19 | 14 | 9    |
| 3    | Barbados            | 8  | 15 | 6    |
| 4    | Saint Lucia         | 7  | 21 | 3    |
| 5    | Am. Maagdeneilanden | 1  | 21 | 0    |

| Pos.    | Land           | DV             | DV             | Ptn.           |
| ------- | -------------- | -------------- | -------------- | -------------- |
| 1       | Haïti          | 12             | 1              | 6              |
| 2       | Puerto Rico    | 7              | 3              | 3              |
| 3       | Suriname       | 1              | 16             | 0              |
|         | Dominica       | teruggetrokken | teruggetrokken | teruggetrokken |
| Grenada | teruggetrokken | teruggetrokken | teruggetrokken |                |

## Stadions
| Houston                         | Edinburg                     | Carson                                        |
| ------------------------------- | ---------------------------- | --------------------------------------------- |
| BBVA Stadium Capaciteit: 22.039 | H-E-B Park Capaciteit: 9.735 | Dignity Health Sports Park Capaciteit: 30.510 |
|                                 |                              |                                               |
| · Houston Carson Edinburg       |                              |                                               |

## Loting
De loting voor het hoofdtoernooi was op 7 november 2019 om 14:30 in het Mediaprostudio in Miami, Verenigde Staten. De acht deelnemende landen werden in vier potten verdeeld. In iedere pot zaten dus 2 landen. In pot A kwam het gastland terecht. De overige landen werden verdeeld over de andere potten op basis van de FIFA-ranking van september 2019. De 8 landen werden bij die loting verdeeld over 2 groepen. Daarbij kwam het gastland, Verenigde Staten, automatisch in groep A terecht.
| Pot 1                                         | Pot 2                           | Pot 3                        | Pot 4                                     |
| --------------------------------------------- | ------------------------------- | ---------------------------- | ----------------------------------------- |
| - Verenigde Staten (1) (A1) - Canada (7) (B1) | - Mexico (27) - Costa Rica (38) | - Jamaica (51) - Panama (56) | - Haïti (73) - Saint Kitts en Nevis (134) |

## Groepsfase

### Groep A
| Team             | Ptn | Wed | W | G | V | DV | DT | DS  | Resultaat              |
| ---------------- | --- | --- | - | - | - | -- | -- | --- | ---------------------- |
| Verenigde Staten | 6   | 3   | 3 | 0 | 0 | 18 | 0  | +18 | Naar de knock-outfase. |
| Costa Rica       | 6   | 3   | 2 | 0 | 1 | 8  | 7  | +1  | Naar de knock-outfase. |
| Haïti            | 0   | 3   | 0 | 0 | 3 | 6  | 6  | 0   |                        |
| Panama           | 0   | 3   | 0 | 0 | 3 | 1  | 20 | −19 |                        |

|                               |                                                                                 |     |              |                                                            |
| 28 januari 2020 17:00 (UTC−6) | Costa Rica                                                                      | 6–1 | Panama       | BBVA Stadium, Houston Scheidsrechter: Lucila Venegas (MEX) |
| 28 januari 2020 17:00 (UTC−6) | Herrera 9', 72' R. Rodríguez 15' (pen.) S. Cruz 67' Chinchilla 70' Elizondo 83' |     | Castillo 45' | BBVA Stadium, Houston Scheidsrechter: Lucila Venegas (MEX) |

|                               |                                             |     |       |                                                                                 |
| 28 januari 2020 19:30 (UTC−6) | Verenigde Staten                            | 4–0 | Haïti | BBVA Stadium, Houston Toeschouwers: 4.363 Scheidsrechter: Odette Hamilton (JAM) |
| 28 januari 2020 19:30 (UTC−6) | Press 2' Williams 67' Horan 73' Lloyd 90+3' |     |       | BBVA Stadium, Houston Toeschouwers: 4.363 Scheidsrechter: Odette Hamilton (JAM) |

|                               |       |                       |            |                                                              |
| 31 januari 2020 17:00 (UTC−6) | Haïti | 0–2                   | Costa Rica | BBVA Stadium, Houston Scheidsrechter: Francia González (MEX) |
| 31 januari 2020 17:00 (UTC−6) |       | R. Rodríguez 57', 66' |            | BBVA Stadium, Houston Scheidsrechter: Francia González (MEX) |

|                               |        |                                                                              |                  |                                                                                  |
| 31 januari 2020 19:30 (UTC−6) | Panama | 0–8                                                                          | Verenigde Staten | BBVA Stadium, Houston Toeschouwers: 14.121 Scheidsrechter: Myriam Marcotte (CAN) |
| 31 januari 2020 19:30 (UTC−6) |        | Horan 3', 18', 81' Williams 16' Lavelle 21' Press 70' McDonald 72' Heath 79' |                  | BBVA Stadium, Houston Toeschouwers: 14.121 Scheidsrechter: Myriam Marcotte (CAN) |

|                               |        |                                                                       |       |                                                             |
| 3 februari 2020 17:00 (UTC−6) | Panama | 0–6                                                                   | Haïti | BBVA Stadium, Houston Scheidsrechter: Myriam Marcotte (CAN) |
| 3 februari 2020 17:00 (UTC−6) |        | Mondésir 5' (pen.), 84' Saint-Félix 12', 29' Dumonay 47' B. Louis 59' |       | BBVA Stadium, Houston Scheidsrechter: Myriam Marcotte (CAN) |

|                               |                                                     |     |            |                                                              |
| 3 februari 2020 19:30 (UTC−6) | Verenigde Staten                                    | 6–0 | Costa Rica | BBVA Stadium, Houston Scheidsrechter: Francia González (MEX) |
| 3 februari 2020 19:30 (UTC−6) | Press 4', 36' Horan 10' Mewis 63', 83' McDonald 77' |     |            | BBVA Stadium, Houston Scheidsrechter: Francia González (MEX) |

### Groep B
| Team                 | Ptn | Wed | W | G | V | DV | DT | DS  | Resultaat              |
| -------------------- | --- | --- | - | - | - | -- | -- | --- | ---------------------- |
| Canada               | 9   | 3   | 3 | 0 | 0 | 22 | 0  | +22 | Naar de knock-outfase. |
| Mexico               | 6   | 3   | 2 | 0 | 1 | 7  | 2  | +5  | Naar de knock-outfase. |
| Jamaica              | 3   | 3   | 1 | 0 | 2 | 7  | 10 | −3  |                        |
| Saint Kitts en Nevis | 0   | 3   | 0 | 0 | 3 | 0  | 24 | −24 |                        |

|                               | |      |                      |                                                           |
| 29 januari 2020 16:30 (UTC−6) | Canada                                                                                                | 11–0 | Saint Kitts en Nevis | H-E-B Park, Edinburg Scheidsrechter: Crystal Sobers (TRI) |
| 29 januari 2020 16:30 (UTC−6) | Sinclair 7' (pen.), 23' Leon 12', 26', 43', 80' Lawrence 18', 57' Riviere 40' Fleming 54' Huitema 74' |      |                      | H-E-B Park, Edinburg Scheidsrechter: Crystal Sobers (TRI) |

|                               |             |     |         |                                                           |
| 29 januari 2020 19:00 (UTC−6) | Mexico      | 1–0 | Jamaica | H-E-B Park, Edinburg Scheidsrechter: Katja Koroleva (USA) |
| 29 januari 2020 19:00 (UTC−6) | Cuéllar 36' |     |         | H-E-B Park, Edinburg Scheidsrechter: Katja Koroleva (USA) |

|                               |                      |                                                                   |        |                                                           |
| 1 februari 2020 14:30 (UTC−6) | Saint Kitts en Nevis | 0–6                                                               | Mexico | H-E-B Park, Edinburg Scheidsrechter: Tatiana Guzmán (NCA) |
| 1 februari 2020 14:30 (UTC−6) |                      | Palacios 3' López 4' Mayor 9' (pen.) Cuéllar 22', 52' Mercado 76' |        | H-E-B Park, Edinburg Scheidsrechter: Tatiana Guzmán (NCA) |

|                               |         |                                                                 |        |                                                           |
| 1 februari 2020 16:30 (UTC−6) | Jamaica | 0–9                                                             | Canada | H-E-B Park, Edinburg Scheidsrechter: Melissa Borjas (HON) |
| 1 februari 2020 16:30 (UTC−6) |         | Huitema 10', 55', 62', 81', 90+3' Rose 16' Beckie 44', 51', 66' |        | H-E-B Park, Edinburg Scheidsrechter: Melissa Borjas (HON) |

|                               |                             |     |        |                                                           |
| 4 februari 2020 17:30 (UTC−6) | Canada                      | 2–0 | Mexico | H-E-B Park, Edinburg Scheidsrechter: Katja Koroleva (USA) |
| 4 februari 2020 17:30 (UTC−6) | Sinclair 26' Zadorsky 45+1' |     |        | H-E-B Park, Edinburg Scheidsrechter: Katja Koroleva (USA) |

|                               |                                                                       |     |                      |                                                           |
| 4 februari 2020 19:30 (UTC−6) | Jamaica                                                               | 7–0 | Saint Kitts en Nevis | H-E-B Park, Edinburg Scheidsrechter: Crystal Sobers (TRI) |
| 4 februari 2020 19:30 (UTC−6) | Shaw 38', 57' Cameron 40' Solaun 51' Carter 68' (pen.) McCoy 70', 85' |     |                      | H-E-B Park, Edinburg Scheidsrechter: Crystal Sobers (TRI) |

## Knock-outfase
|  | halve finale        | halve finale        |  |                  | finale              | finale              |
|  |                     |                     |  |                  |                     |                     |
|  | 7 februari – Carson |                     |  |                  |                     |                     |
|  | Canada              | 1                   |  |                  |                     |                     |
|  | Costa Rica          | 0                   |  |                  | 9 februari – Carson | 9 februari – Carson |
|  |                     |                     |  |                  | Canada              | 0                   |
|  | 7 februari – Carson | 7 februari – Carson |  | Verenigde Staten | 3                   |                     |
|  | Verenigde Staten    | 4                   |  |                  |                     |                     |
|  | Mexico              | 0                   |  |                  |                     |                     |

### Halve finale
|                               |             |     |            |                                                                         |
| 7 februari 2020 16:00 (UTC−6) | Canada      | 1–0 | Costa Rica | Dignity Health Sports Park, Carson Scheidsrechter: Lucila Venegas (MEX) |
| 7 februari 2020 16:00 (UTC−6) | Huitema 72' |     |            | Dignity Health Sports Park, Carson Scheidsrechter: Lucila Venegas (MEX) |

|                               |                                     |     |        |                                                                                              |
| 7 februari 2020 19:00 (UTC−6) | Verenigde Staten                    | 4–0 | Mexico | Dignity Health Sports Park, Carson Toeschouwers: 11.292 Scheidsrechter: Melissa Borjas (HON) |
| 7 februari 2020 19:00 (UTC−6) | Lavelle 5' Mewis 14', 67' Press 74' |     |        | Dignity Health Sports Park, Carson Toeschouwers: 11.292 Scheidsrechter: Melissa Borjas (HON) |

### Finale
|                               |        |                                    |                  |                                                                         |
| 9 februari 2020 15:00 (UTC−6) | Canada | 0–3                                | Verenigde Staten | Dignity Health Sports Park, Carson Scheidsrechter: Tatiana Guzmán (NCA) |
| 9 februari 2020 15:00 (UTC−6) |        | Williams 60' Horan 71' Rapinoe 87' |                  | Dignity Health Sports Park, Carson Scheidsrechter: Tatiana Guzmán (NCA) |

Mannentoernooi · Kwalificatie: Afrika (CAF) · Azië (AFC) · Europa (UEFA) · Noord- en Midden-Amerika (CONCACAF) · Oceanië (OFC) · Zuid-Amerika (CONMEBOL)

Vrouwentoernooi · Kwalificatie: Afrika (CAF) · Azië (AFC) · Europa (UEFA) · Noord- en Midden-Amerika (CONCACAF) · Oceanië (OFC) · Zuid-Amerika (CONMEBOL)